# Bidens deltoidea
Bidens deltoidea là một loài thực vật có hoa trong họ Cúc. Loài này được J.W.Moore mô tả khoa học đầu tiên năm 1933.